# Доррис (аэропорт)
Аэропорт Бьютт-Вэлли (англ. Butte Valley Airport), (FAA LID: A32, formerly CA03) — государственный гражданский аэропорт, расположенный в восьми километрах к юго-западу от делового центра города Доррис, округ Сискию (Калифорния), США.

## Операционная деятельность
Аэропорт Бьютт-Вэлли занимает площадь в 95 гектар, расположен на высоте 1 293 метров над уровнем моря и эксплуатирует одну взлётно-посадочную полосу :
- 16/34 размерами 1311 х 18 метров с асфальтовым покрытием.

За период с 31 декабря 2005 года по 31 декабря 2006 года Аэропорт Бьютт-Вэлли обработал 2 000 операций взлётов и посадок самолётов (в среднем 5 операций ежедневно), все рейсы выполнялись авиацией общего назначения.